# Nowa Zelandia na Zimowych Igrzyskach Olimpijskich 2022
Nowa Zelandia na Zimowych Igrzyskach Olimpijskich 2022 – występ kadry sportowców reprezentujących Nową Zelandię na igrzyskach olimpijskich, które odbyły się w Pekinie, w Chińskiej Republice Ludowej, w dniach 4-20 lutego 2022 roku.
Reprezentacja Nowej Zelandii liczyła piętnaścioro zawodników – sześć kobiet i dziewięciu mężczyzn.
Był to siedemnasty start Nowej Zelandii na zimowych igrzyskach olimpijskich.

## Zdobyte medale
Snowboardzistka Zoi Sadowski-Synnott zdobyła pierwszy w 70-letniej historii występów Nowej Zelandii na zimowych igrzyskach olimpijskich złoty medal. Złoto zdobył również narciarz dowolny Nico Porteous. Trzecim medalem w dorobku Nowozelandczyków było srebro Sadowskiej-Synnott. Tym samym był to najlepszy start reprezentacji Nowej Zelandii w jej dotychczasowej historii występów na zimowych igrzyskach olimpijskich.
| Medal  | Zawodnik             | Dyscyplina          | Konkurencja       | Rezultat | Data      |
| ------ | -------------------- | ------------------- | ----------------- | -------- | --------- |
| Złoto  | Zoi Sadowski-Synnott | Snowboarding        | slopestyle kobiet | 92.88    | 6 lutego  |
| Srebro | Zoi Sadowski-Synnott | Snowboarding        | big air kobiet    | 177.00   | 15 lutego |
| Złoto  | Nico Porteous        | Narciarstwo dowolne | halfpipe mężczyzn | 93.00    | 19 lutego |

## Reprezentanci

### Biathlon
| Zawodnik        | Konkurencja                | Strzelanie  | Czas    | Strata  | Miejsce | Źródło |
| --------------- | -------------------------- | ----------- | ------- | ------- | ------- | ------ |
| Campbell Wright | bieg indywidualny mężczyzn | 2 (0+1+1+0) | 52:59,8 | +4:12,4 | 32.     | [ 2 ]  |
| Campbell Wright | sprint mężczyzn            | 2 (1+1)     | 27:14,1 | +3:13,7 | 75.     | [ 2 ]  |

### Łyżwiarstwo szybkie
| Zawodnik      | Konkurencja       | Finał    | Finał    | Finał   | Źródło |
| Zawodnik      | Konkurencja       | Czas     | Strata   | Miejsce | Źródło |
| ------------- | ----------------- | -------- | -------- | ------- | ------ |
| Peter Michael | 1500 m mężczyzn   | 1:48,68  | +5,47    | 26.     | [ 3 ]  |
| Peter Michael | 10 000 m mężczyzn | 13:33,53 | +1:02,79 | 12.     | [ 3 ]  |

| Zawodnik      | Konkurencja          | Półfinał | Półfinał | Półfinał | Finał | Finał  | Finał   | Miejsce | Źródło |
| Zawodnik      | Konkurencja          | Czas     | Punkty   | Miejsce  | Czas  | Punkty | Miejsce | Miejsce | Źródło |
| ------------- | -------------------- | -------- | -------- | -------- | ----- | ------ | ------- | ------- | ------ |
| Peter Michael | bieg masowy mężczyzn | 7:58,04  | 2        | 9.       | NQ    | NQ     | NQ      | 18.     | [ 3 ]  |

### Narciarstwo alpejskie
| Zawodnik       | Konkurencja          | 1 przejazd | 1 przejazd | 2 przejazd | 2 przejazd | Łącznie | Łącznie | Źródło |
| Zawodnik       | Konkurencja          | Czas       | Pozycja    | Czas       | Pozycja    | Czas    | Pozycja | Źródło |
| -------------- | -------------------- | ---------- | ---------- | ---------- | ---------- | ------- | ------- | ------ |
| Alice Robinson | slalom gigant kobiet | 1:00,55    | 25.        | 1:00,27    | 24.        | 2:00,82 | 22.     | [ 4 ]  |
| Alice Robinson | supergigant kobiet   | DNF        | DNF        | DNF        | DNF        | DNF     | DNF     | [ 4 ]  |
| Alice Robinson | zjazd kobiet         | —          | —          | —          | —          | 1:35,57 | 25.     | [ 4 ]  |

### Narciarstwo dowolne
| Zawodnik         | Konkurencja         | Kwalifikacje | Kwalifikacje | Kwalifikacje | Kwalifikacje | Kwalifikacje | Finał | Finał | Finał | Finał | Miejsce | Źródło |
| Zawodnik         | Konkurencja         | Z1           | Z2           | Z3           | W            | M            | Z1    | Z2    | Z3    | W     | Miejsce | Źródło |
| ---------------- | ------------------- | ------------ | ------------ | ------------ | ------------ | ------------ | ----- | ----- | ----- | ----- | ------- | ------ |
| Ben Barclay      | big air mężczyzn    | 81,00        | 78,25        | 84,50        | 162,75       | 16.          | NQ    | NQ    | NQ    | NQ    | 16.     | [ 5 ]  |
| Ben Barclay      | slopestyle mężczyzn | 76,00        | 77,71        | —            | 77,71        | 7. Q         | 29,16 | 29,78 | 67,40 | 67,40 | 10.     | [ 5 ]  |
| Anja Barugh      | halfpipe kobiet     | 38,50        | 12,25        | —            | 38,50        | 19.          | NQ    | NQ    | NQ    | NQ    | 19.     | [ 6 ]  |
| Finn Bilous      | big air mężczyzn    | 73,75        | 68,75        | 82,00        | 155,75       | 18.          | NQ    | NQ    | NQ    | NQ    | 18.     | [ 7 ]  |
| Finn Bilous      | slopestyle mężczyzn | 68,01        | 32,85        | —            | 68,01        | 15.          | NQ    | NQ    | NQ    | NQ    | 15.     | [ 7 ]  |
| Margaux Hackett  | big air kobiet      | 9,75         | 9,00         | 65,00        | 74,75        | 22.          | NQ    | NQ    | NQ    | NQ    | 22.     | [ 8 ]  |
| Margaux Hackett  | slopestyle kobiet   | 54,93        | 37,28        | —            | 54,93        | 16.          | NQ    | NQ    | NQ    | NQ    | 16.     | [ 8 ]  |
| Ben Harrington   | halfpipe mężczyzn   | 69,25        | 23,50        | —            | 69,25        | 13.          | NQ    | NQ    | NQ    | NQ    | 13.     | [ 9 ]  |
| Gustav Legnavsky | halfpipe mężczyzn   | 48,25        | 40,75        | —            | 48,25        | 19.          | NQ    | NQ    | NQ    | NQ    | 19.     | [ 10 ] |
| Chloe McMillan   | halfpipe kobiet     | 41,75        | 43,50        | —            | 43,50        | 18.          | NQ    | NQ    | NQ    | NQ    | 18.     | [ 11 ] |
| Miguel Porteous  | halfpipe mężczyzn   | 81,00        | 31,75        | —            | 81,00        | 9. Q         | 63,50 | 4,25  | 30,50 | 63,50 | 11.     | [ 12 ] |
| Nico Porteous    | halfpipe mężczyzn   | 75,50        | 90,50        | —            | 90,50        | 2. Q         | 93,00 | 30,75 | 9,25  | 93,00 | złoto   | [ 13 ] |

### Snowboarding
| Zawodnik             | Konkurencja         | Kwalifikacje | Kwalifikacje | Kwalifikacje | Kwalifikacje | Kwalifikacje | Finał | Finał | Finał | Finał  | Miejsce | Źródło |
| Zawodnik             | Konkurencja         | Z1           | Z2           | Z3           | W            | M            | Z1    | Z2    | Z3    | W      | Miejsce | Źródło |
| -------------------- | ------------------- | ------------ | ------------ | ------------ | ------------ | ------------ | ----- | ----- | ----- | ------ | ------- | ------ |
| Tiarn Collins        | big air mężczyzn    | 71,25        | 14,25        | 21,25        | 92,50        | 23.          | NQ    | NQ    | NQ    | NQ     | 23.     | [ 14 ] |
| Tiarn Collins        | slopestyle mężczyzn | 58,36        | 29,21        | —            | 58,36        | 18.          | NQ    | NQ    | NQ    | NQ     | 18.     | [ 14 ] |
| Zoi Sadowski-Synnott | big air kobiet      | 85,50        | 62,25        | 91,00        | 176,50       | 1. Q         | 93,25 | 83,75 | 30,25 | 177,00 | srebro  | [ 15 ] |
| Zoi Sadowski-Synnott | slopestyle kobiet   | 73,58        | 86,75        | —            | 86,75        | 1. Q         | 84,51 | 28,15 | 92,88 | 92,88  | złoto   | [ 15 ] |
| Cool Wakushima       | slopestyle kobiet   | 34,46        | DNS          | —            | 34,46        | 23.          | NQ    | NQ    | NQ    | NQ     | 23.     | [ 16 ] |